# Relvado
Relvado är en kommun i Brasilien.   Den ligger i delstaten Rio Grande do Sul, i den södra delen av landet, 1 500 km söder om huvudstaden Brasília. Antalet invånare är 2 155.
I omgivningarna runt Relvado växer i huvudsak städsegrön lövskog. Runt Relvado är det glesbefolkat, med 17 invånare per kvadratkilometer.